# Rubus pubescens

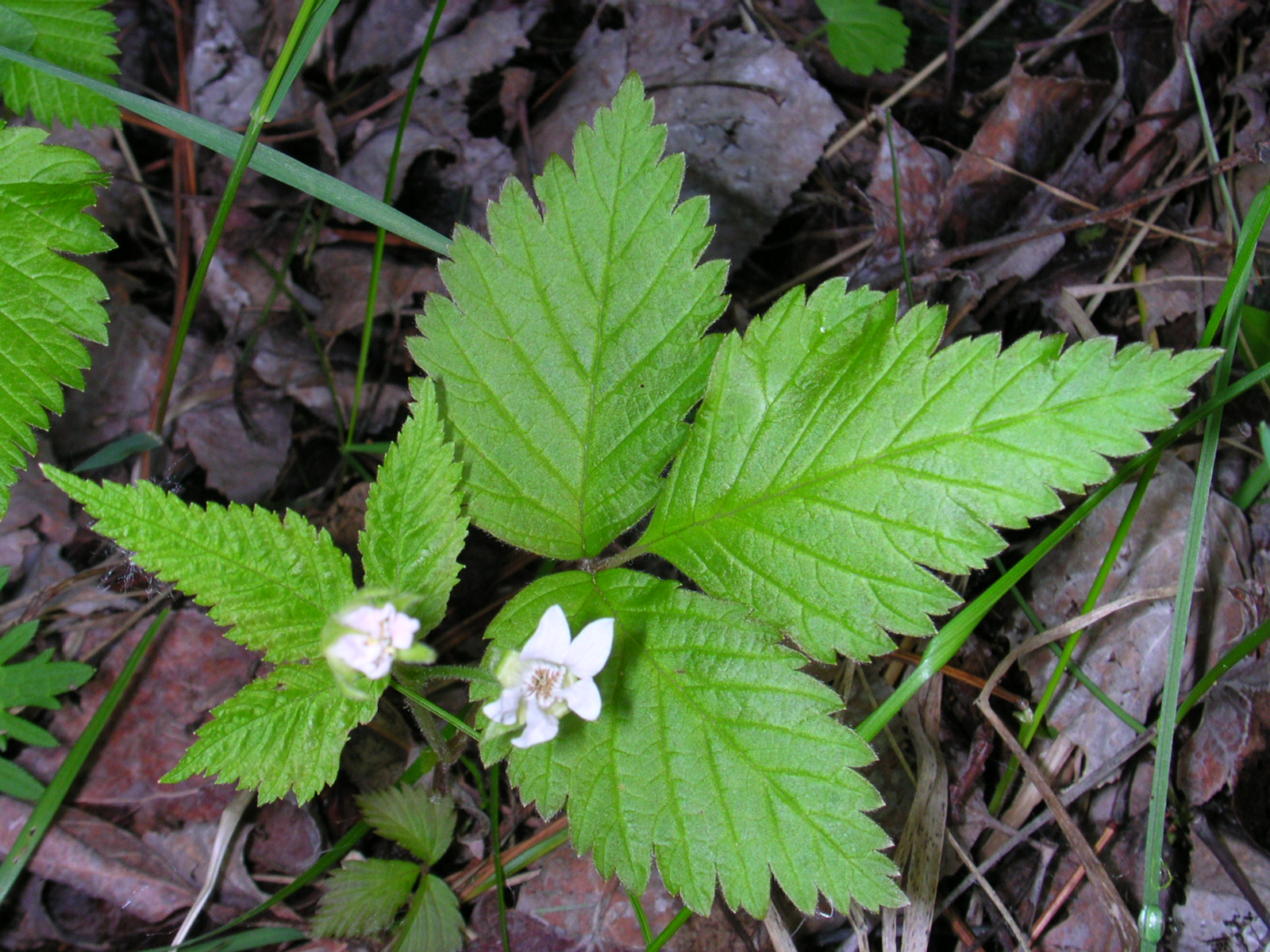
Lá của R. pubescens

Rubus pubescens, tên thông dụng: mâm xôi lùn đỏ, dewberry, là một loài thực vật có hoa thuộc chi Mâm xôi. Loài này có mặt trên khắp Canada và phía bắc Hoa Kỳ, bắt đầu từ Alaska tới Newfoundland, chạy xuống phía nam tới các bang như Oregon, Colorado, và tây Virginia.

## Mô tả
R. pubescens được biết đến như một cây bụi thân thảo lâu năm, khá thấp, cao khoảng từ 10 đến 40 cm, các cuống lá nếu đứng thẳng thường cao hơn 20 cm. R. pubescens khác với các loài cây bụi lớn trong cùng chi ở chỗ nó là thân thảo và có lông tơ mịn phủ thân, trong khi các cây bụi kia lại là thân gỗ và đầy gai nhọn.
Lá có răng cưa, rụng theo mùa, có 3 hoặc 5 thùy mọc đối xứng, có hình thoi, có phủ lông thưa thớt. Hoa lưỡng tính, mọc thành cụm từ 1 tới 3 hoa, có 5 cánh màu trắng muốt hoặc phớt hồng, thường cuộn tròn về phía sau, các bao phấn màu vàng tập trung tại trung tâm, đường kính 6 – 8 mm. Hoa thường nở vào giữa cuối tháng 5 đến cuối tháng 7, nhưng tùy thuộc vào địa phương, hoa cũng có thể nở đến tháng 8. Quả hạch có màu đỏ sáng bóng, có hình cầu hoặc hình nón, đường kính 0,5 – 1,4 cm. Số nhiễm sắc thể của R. pubescens là 14.
R. pubescens thường mọc trong các đầm lầy, ven suối, các khu rừng ẩm, rừng hỗn giao, đất nhiều cát. Trong tự nhiên, R. pubescens thường lai tạp với R. arcticus, và cũng thường bị nhầm lẫn với các loài dâu tây dại.

## Sử dụng
Quả của R. pubescens là nguồn thức ăn của các loài vật có vú, chim chóc, kể cả các thổ dân Bắc Mỹ. Quả có vị ngọt, có thể dùng làm mứt, ăn sống, nấu chín hoặc phơi khô. Một số bộ phận của cây được dùng làm thuốc trị những bệnh liên quan đến các phụ nữ, kể cả các sản phụ.
R. pubescens được liệt kê là loài bị đe dọa ở bang Illinois, phần lớn là do sự hiếm có trong tự nhiên của nó ở bang này.